# Angeac-Charente
Angeac-Charente [ɑ̃ʒak ʃaʁɑ̃t] ist eine westfranzösische Gemeinde mit 296 Einwohnern (Stand: 1. Januar 2022) im Département Charente in der Region Nouvelle-Aquitaine (vor 2016 Poitou-Charentes). Sie gehört zum Arrondissement Cognac und zum Kanton Charente-Champagne. Die Einwohner werden Angeacais genannt.

## Lage

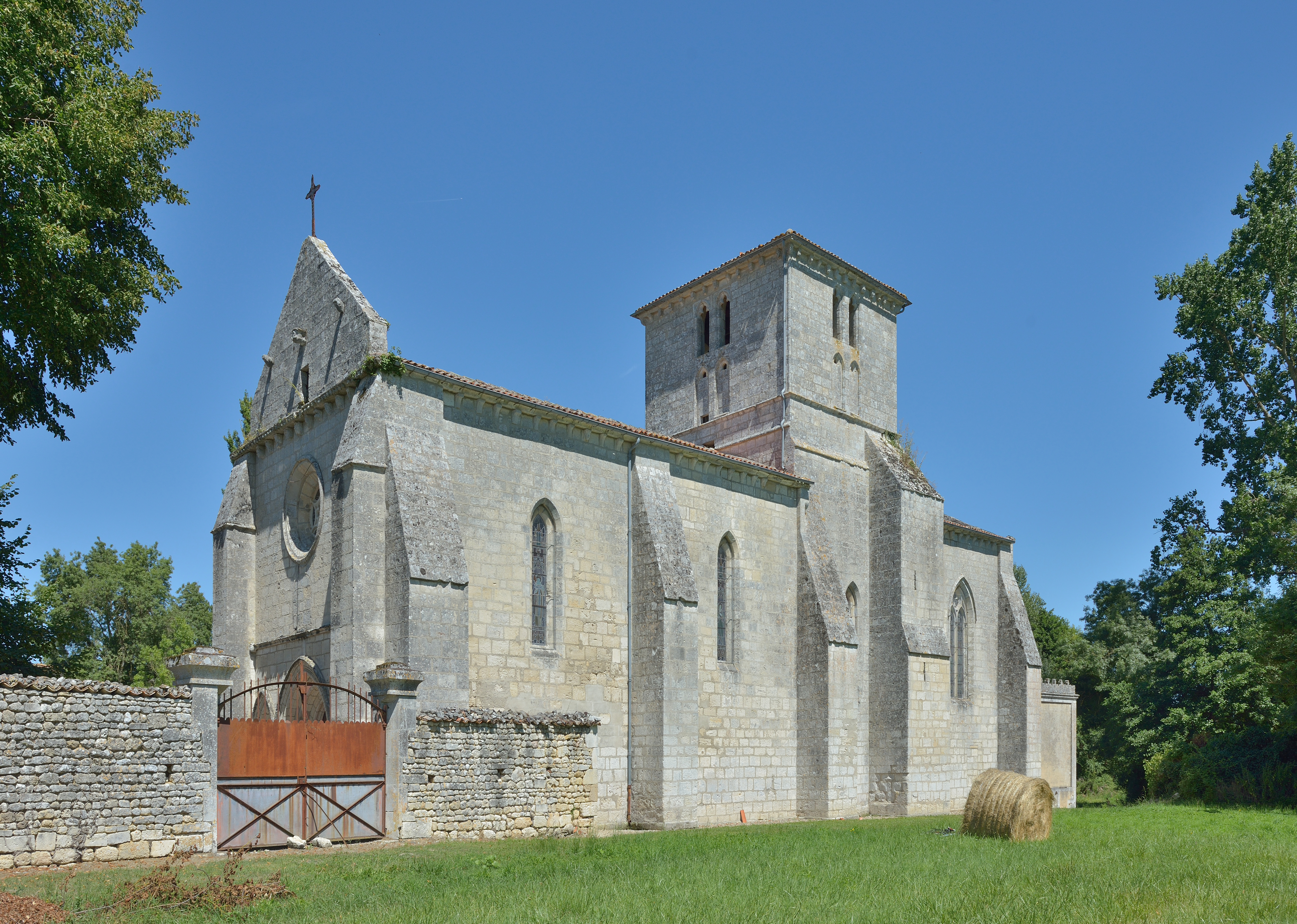
Kirche Saint-Pierre

Angeac-Charente liegt etwa 19 Kilometer westsüdwestlich von Angoulême an der Charente, die die Gemeinde im Nordosten begrenzt. Umgeben wird Angeac-Charente von den Nachbargemeinden Graves-Saint-Amant im Westen und Norden, Saint-Simon im Norden, Vibrac im Nordosten, Saint-Simeux im Osten, Châteauneuf-sur-Charente im Südosten und Süden sowie Bouteville im Südwesten und Westen.

## Bevölkerungsentwicklung
| Jahr                       | 1962 | 1968 | 1975 | 1982 | 1990 | 1999 | 2006 | 2019 |
| Einwohner                  | 447  | 389  | 393  | 378  | 387  | 399  | 382  | 319  |
| Quellen: Cassini und INSEE |      |      |      |      |      |      |      |      |

## Geschichte
Im Jahr 768 ging Karl der Große, neuer König der Franken, nach der Eroberung des Königreichs Aquitanien durch Pippin den Kurzen zwischen 760 und 768, nach Angoulême und versammelte dort eine Armee, um den Aufstand des Herzogs Waifar niederzuschlagen. Er blieb im Mai in Mornac und im Juli in Angeac, dann an den Ufern der Dordogne, um sich dort die Rebellen ausliefern zu lassen. Dabei errichtete er die Festung Fronsac gegenüber dem Land der immer noch aufständischen Basken.
Sein Sohn Ludwig der Fromme, der fränkischer König von Aquitanien wurde, besaß in Angeac eine seiner vier Königspfalzen in Aquitanien. 

## Sehenswürdigkeiten
- Kirche Saint-Pierre aus dem 14. Jahrhundert

## Paläontologische Grabungsstätte

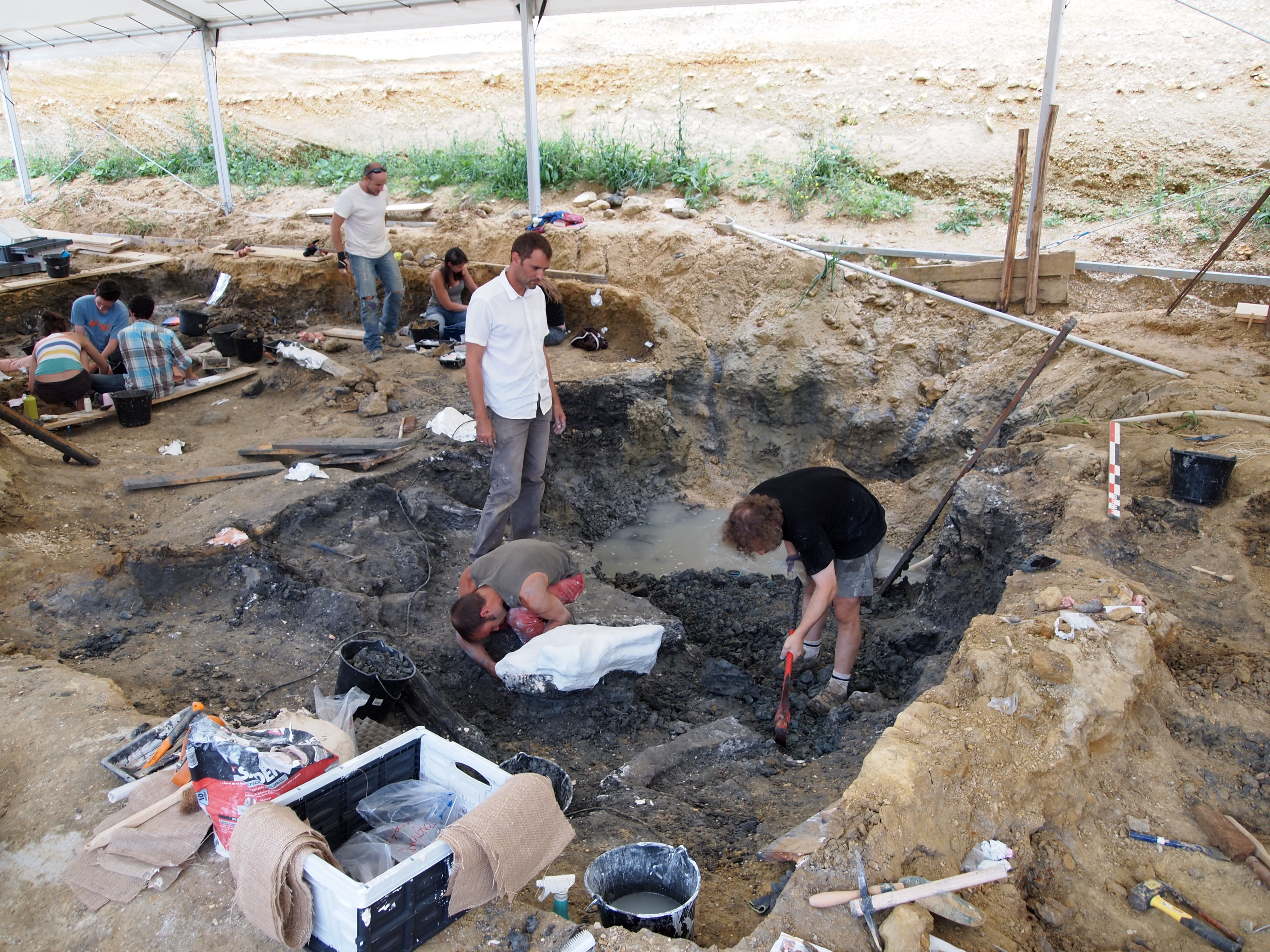
Paläontologische Grabungsstätte

In der Region wurden zwischen 2010 und Juli 2019 einige der weltweit größten Dinosaurierknochen gefunden, darunter ein zwei Meter langer Oberschenkelknochen eines Sauropoden.